# 彼得庫夫省
彼得庫夫省（województwo piotrkowskie）是波蘭歷史上的一個省，始於1975年。1999年1月1日被併入羅茲省。
1998年面積6,266平方公里。人口642,200人。首府彼得庫夫-特雷布納爾斯基。